# Akatamachitos
Die Akatamachitos (griechisch Ακαταμάχητος = unbesiegbar) war das dritte dampfbetriebene Schiff der griechischen Marine. Die Namensbezeichnung soll sich vom englischen „Irresistible“ ableiten.

## Geschichte
Es war eine von fünf Radkorvetten, die die Vereinigung der Philhellenen von Großbritannien 1925 geordert hatte. Es war baugleich mit der Epichirisis. Es zeigte die gleiche Instabilität wie die Epichirisis und hatte die gleichen Maschinenprobleme. Die Akatamachitos wurde nie ausgeliefert, da sie bei einem Test auf der Themse in Brand geriet und verbrannte. Wegen der mangelnden Stabilität und der schlechten Leistung der Dampfmaschine wurde die baugleiche Kalavria nie fertiggestellt und beim Bau der Hermes wurden einige Änderungen vorgenommen.